# Wybory parlamentarne w Szwecji w 2006 roku
Wybory parlamentarne w Szwecji odbyły się 17 września 2006. Przyniosły one sukces centroprawicy, która po 12 latach odsunęła od władzy socjaldemokratów.
Frekwencja wyborcza wyniosła 82,0%. Oddano 5 551 278 głosów ważnych oraz 99 138 (1,8%) głosów pustych lub nieważnych.

## Wyniki wyborów
| Lista                                          | Liczba głosów | % głosów | +/- % | Liczba mandatów | +/- |
| ---------------------------------------------- | ------------- | -------- | ----- | --------------- | --- |
| Szwedzka Socjaldemokratyczna Partia Robotnicza | 1 942 625     | 35,0     | -4,9  | 130             | -14 |
| Umiarkowana Partia Koalicyjna                  | 1 456 014     | 26,2     | +10,9 | 97              | +42 |
| Partia Centrum                                 | 437 389       | 7,9      | +1,7  | 29              | +7  |
| Ludowa Partia Liberałów                        | 418 395       | 7,5      | -5,9  | 28              | -20 |
| Chrześcijańscy Demokraci                       | 365 998       | 6,6      | -2,5  | 24              | -9  |
| Partia Lewicy                                  | 324 722       | 5,8      | -2,6  | 22              | -8  |
| Zieloni                                        | 291 121       | 5,2      | +0,6  | 19              | +2  |
| Szwedzcy Demokraci                             | 162 463       | 2,9      | +1,5  | 0               | ±0  |
| inni                                           | 152 551       | 2,7      |       | 0               |     |
| Razem                                          | 5 551 278     | 100      |       | 349             |     |